# IEEE Transactions on Information Theory
A IEEE Transactions on Information Theory é uma revista científica, publicado pelo Instituto de Engenheiros Eletricistas e Eletrônicos (IEEE). É dedicada ao estudo da teoria da informação, a matemática e comunicações. O nome inicial da revista era IRE Transactions on Information Theory.
A revista contém pesquisa original publicada nas áreas da teoria de Shannon, controle de erro de codificação, teoria da comunicação, teoria da estimativa, comunicação quântica, informação quântica, redes de comunicação, inferência estatística, criptografia e outros tópicos relacionados.
De acordo com van Lint, é a revista de pesquisa líder em todo o campo da teoria da codificação ("[...] Há muitos anos, os resultados mais importantes na teoria da codificação foram publicadas noIEEE Transactions on Information Theory)
Um estudo de 2006 usando o algoritmo de análise de rede PageRank constatou que, entre centenas de revistas relacionadas à ciência da computação, a IEEE Transactions on Information Theory teve a maior pontuação e foi, portanto, considerada a mais prestigiada. A ACM Computing Surveys , com o maior fator de impacto, foi considerada a mais popular.
A partir de 2007, a IEEE Transactions on Information Theory suporta postagem de pré-impressos em arXiv para uma mais rápida difusão.